# Озеро Невидимка (пам'ятка природи)
О́зеро Невиди́мка  — гідрологічна пам'ятка природи місцевого значення в Україні. Об'єкт розташований на території Володимирського району Волинської області, на схід від села Мосир.
Площа 2,2 га. Статус присвоєно згідно з розпорядженням представника Президента України у Волинській області від 26.05.1992 року № 132 (реорганізований згідно з рішенням від 30.05.2000 року № 12/3). Перебуває у віданні ДП «Володимир-Волинське ЛМГ» (Стенжаричівське лісництво, кв. 1, вид. 44).
Статус присвоєно для збереження водно-болотного природного комплексу озера льодовикового походження, розташованого серед дубово-соснового лісового масиву. Озеро овальної форми, розмірами 175х150 м, завглибшки до 5 м.
У підліску зростають багно звичайне, суниці лісові, малина звичайна, а також журавлина дрібноплода — рідкісний гляціальний релікт, занесений до Червоної книги України.
Мешкають такі тварини як лось європейський, вовк звичайний, дикі кабани, дикі кози.
Раніше за часів Волинської Губернії, озеро мало назву «Obmanka See», що означало, озеро яке має джерело.

## Галерея

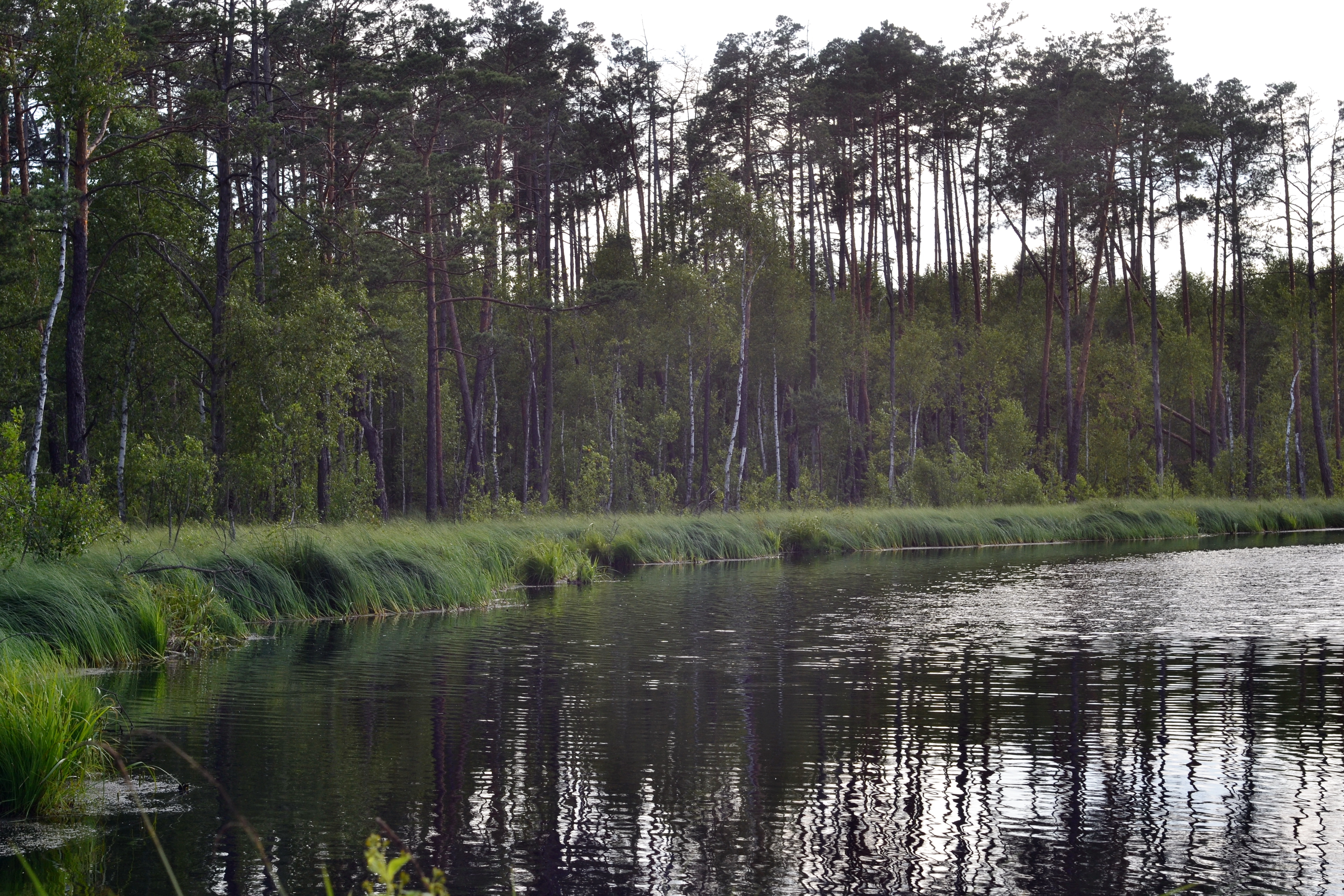
Західний берег озера
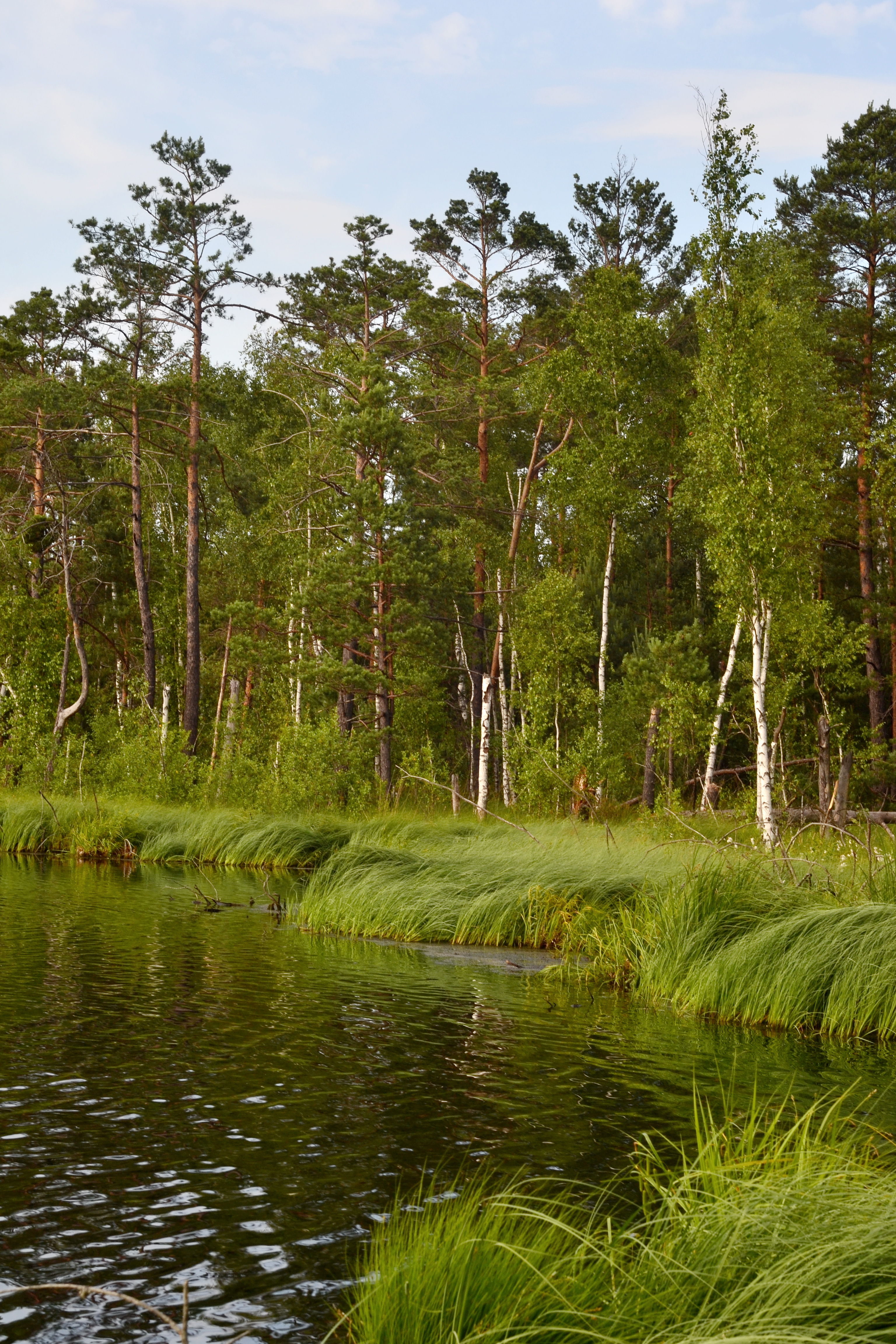
Східний берег озера
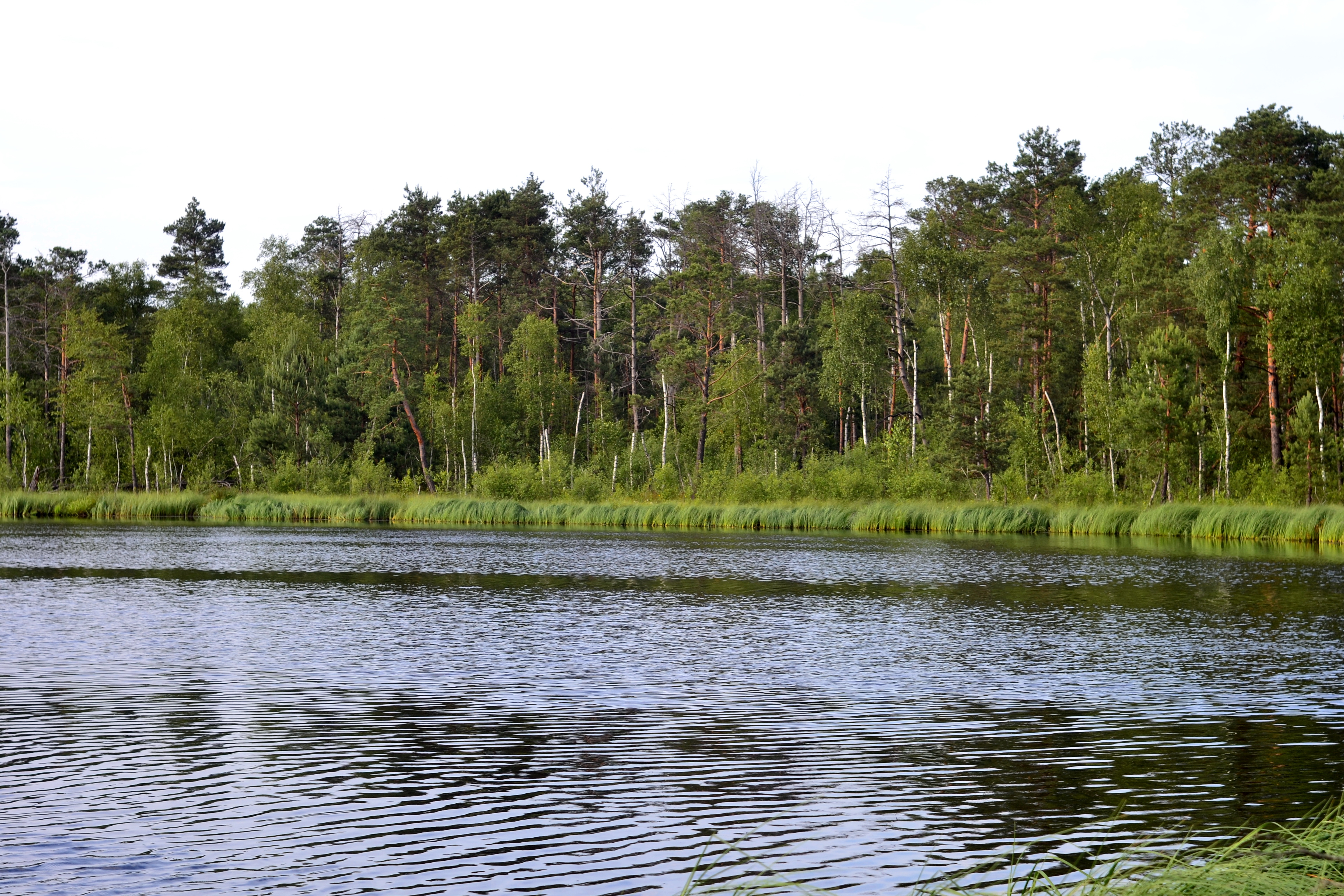
Північний берег озера
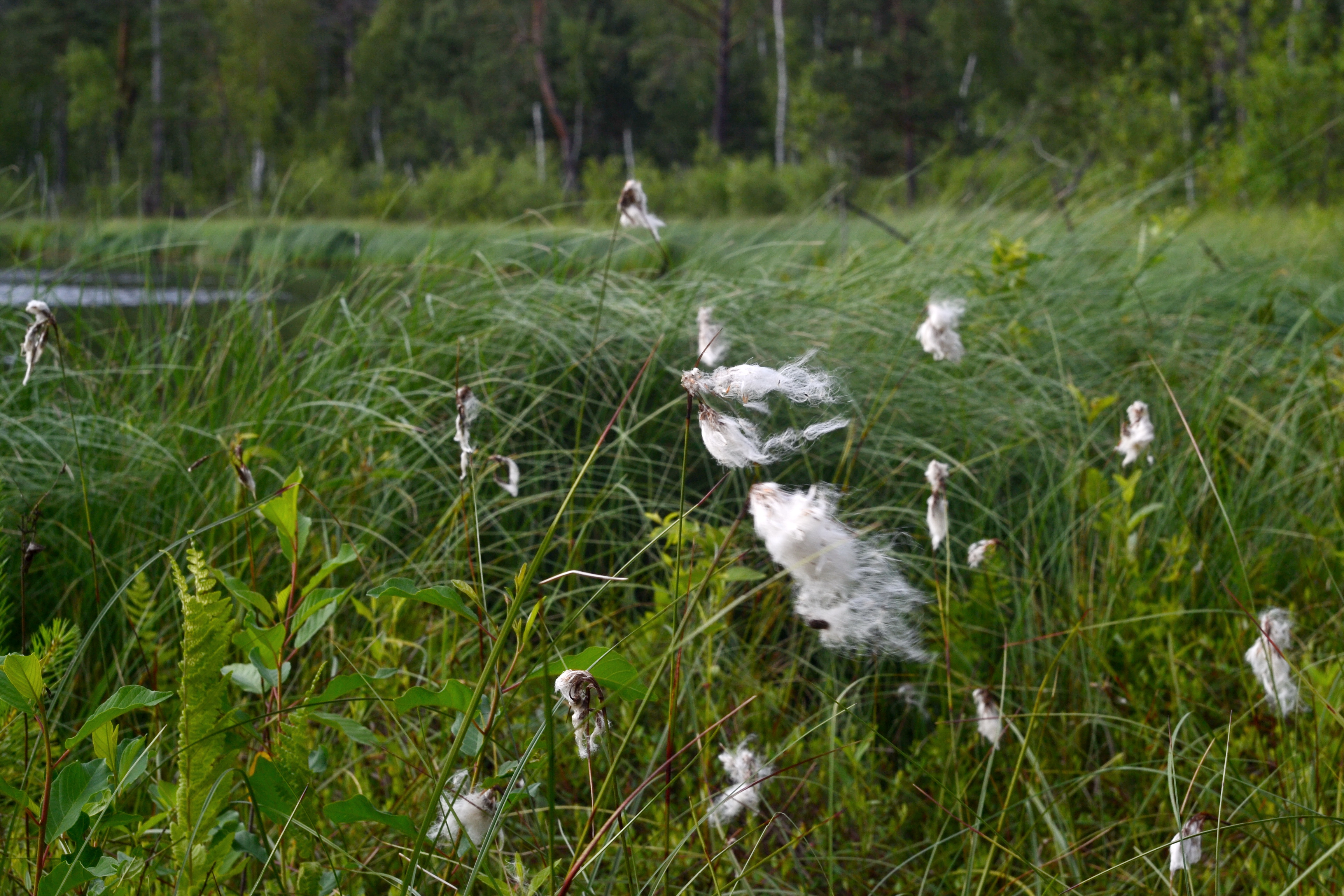
Пухівка